# 雅各布斯多夫 (勃兰登堡州)
雅各布斯多夫（德語：Jacobsdorf）是德国勃兰登堡州的市镇，隶属于奥得-施普雷县，总面积为50.58平方千米，截至2020年总人口为1867人。